# 曾隸屬傑尼斯事務所的藝人
曾隸屬傑尼斯事務所的藝人列舉的是曾經隸屬於傑尼斯事務所但現在已經退社或移籍的藝人及藝人組合。

## 已解散的組合或樂隊
除了男鬥呼組和TOKIO是活躍在搖滾樂中的之外，其餘都是活躍在流行樂中的偶像組合。
| 組合名      | 解散時成員                                                                                              |
| ----------- | --- |
| Johnny's    | 真家弘敏、飯野修實、中谷良、青井輝彦                                                                    |
| Four Leaves | 北公次、青山孝史、江木俊夫、織茂政夫、永田英二                                                          |
| 澀柿子隊    | 布川敏和、本木雅弘、藥丸裕英                                                                            |
| 光GENJI     | 内海光司、大澤樹生、諸星和己、佐藤寛之、山本淳一、赤坂晃、佐藤敦啓                                      |
| 男鬥呼組    | 成田昭次、高橋一也、岡本健一、前田耕陽 - 全部團員目前皆是非傑尼斯體系的搖滾樂團Rockon Social Club的成員 |
| 忍者        | 柳泽超、志贺泰伸、远藤直人、正木慎也、高木延秀、古川荣司                                                |
| SMAP        | 中居正廣、木村拓哉、稲垣吾郎、草彅剛、香取慎吾                                                          |
| 泷与翼      | 泷泽秀明、今井翼                                                                                        |
| V6          | 坂本昌行、長野博、井之原快彦、森田剛、三宅健、岡田准一                                                  |
| KAT-TUN     | 龜梨和也、上田龍也、中丸雄一                                                                            |
| TOKIO       | 城島茂、國分太一、松岡昌宏                                                                              |

## 已退社的歌手或演員
註：本段落記錄的是發行唱片的獨唱歌手或沒有所屬組合的演員。
- 永田英二（后改名“八田英士”，現名“長田榮二（日语：長田栄二）”）

- 内田喜郎（日语：内田喜郎）

- 鄉裕美

- （現名：葵てるよし）

- 青山信宏
  - 原名：城下宣博。專職演員。除了出演電視劇之外，也出戰傑尼斯棒球大賽。青山孝的弟弟。

- 豐川誕（日语：豊川誕）

- 井上純一

- - 本名殿井善継，於1958年2月8日出生於大阪府。在《決定版！你是大明星（日语：あなたをスターに!）》的預選賽上，因演唱五木宏的歌曲被強尼·喜多川發掘。在決賽上，他無可爭議地獲得冠軍。1975年3月28日至31日，在日本劇場舉辦的“第53屆Western Carnival～玫瑰、米倉與小提琴”中，他以為藝名登台。隨後，更改藝名為。1975年9月25日，由宇崎龍童幫他製作的單曲《啊！青春》首次登陸公信榜（最高排名84位）。10月16日，他與豊川誕一同拿下了新宿音樂節（日语：新宿音楽祭）的銅獎。宇崎龍童共計幫他製作了三張單曲。

- 森谷泰章
  - 原Little Leaves（日语：リトルリーブス）成員。1976年1月25日，以作為出道作。第二張單曲的時候，他改名為。

- 未都由
  - 原名：籠山達夫。1956年4月27日出生於靜岡市。1976年11月1日，他發行了單曲《我喜歡這個女兒（こんな娘が好き）》。由於媒體錯誤地將他的年紀報道為2歲，還創下了記錄。他的金句是。他的藝名由來是、“未來·東京都·自由”。他也參加過NHK針對年輕歌手的音樂節目《Let's Go Young（日语：レッツゴーヤング）》。

- 川崎麻世（日语：川﨑麻世）

- - 出生於秋田縣。1979年2月25日，他以單曲獲得日本電視台音樂節（日语：日本テレビ音楽祭）最佳新人獎提名，但最終卻落選。他總共發行了4張單曲。

- 田原俊彥

- 近藤真彥

- 光一平（日语：ひかる一平）

- 中村繁之（日语：中村繁之）

- 三好圭一（日语：三好圭一）
  - 主要從事演員工作。

- 土田一德（日语：土田一徳）

- 大澤秀高（日语：大沢秀高）

- 鞆田紀世彦
  - 出生於櫻隊。以獨唱歌手的身份發行了《、等單曲，并出演了《MUSIC STATION》。

- 目黑正樹（現名：仁科克基）

- 佐野瑞樹（日语：佐野瑞樹）

- 生田斗真

- 風間俊介

- 屋良朝幸（日语：屋良朝幸）

- 浜中文一（日语：浜中文一）

- 中山優馬

## 已離開原組合的成員
註：本段落不包含小傑尼斯或小傑尼斯內的限定組合。
- Johnny's（日语：ジャニーズ）
  - 青井輝彥（日语：あおい輝彦）、飯野修實（日语：飯野おさみ）、真家宏實（真家ひろみ）、中谷良

- Four Leaves（日语：フォーリーブス）
  - 北公次（日语：北公次）、江木俊夫（日语：江木俊夫）、織茂政夫（日语：おりも政夫）、青山孝（青山孝史）

- JUNK BOX（日语：ジューク・ボックス）
  - 圓谷宏之、小谷純、吉本秋宏（吉本あき弘）、近藤昌、行田和彦、柳瀨薰（やなせかおる）、岡紀夫（岡のりお）、風間忠芳

- Johnnys' Junior Special（日语：JOHNNYS' ジュニア・スペシャル）
  - 林正明、畠山昌久、板野俊雄

- Little Gang（日语：リトル・ギャング）
  - 松原秀樹（日语：松原秀樹）、曽我泰久（日语：曽我泰久）

- jaPAnese（日语：ジャPAニーズ）
  - 細野謙治（現名：小林謙治）、吉野明男、乃生佳之、板野俊雄、大衛·宮原（日语：デビッド・宮原）、船喜豊、曽我泰久（日语：曽我泰久）

- 田野近三人組（日语：たのきんトリオ）
  - 田原俊彦、野村義男（日语：野村義男）、近藤真彦

- 澀柿子隊
  - 藥丸裕英（日语：薬丸裕英）、布川敏和（日语：布川敏和）、本木雅弘

- 少年隊
  - 錦織一清、植草克秀

- Eagles（日语：イーグルス (ジャニーズ)）
  - 中村繁之（日语：中村繁之）、大澤樹生（日语：大沢樹生）、宇治正高（日语：宇治正高）、石川博文

- THE GOOD-BYE（日语：THE GOOD-BYE）
  - 野村義男（日语：野村義男）、曽我泰久（日语：曽我泰久）、加賀八郎（日语：加賀八郎）、衛藤浩一（日语：衛藤浩一）

- 男鬥呼組（日语：男闘呼組）
  - 成田昭次（日语：成田昭次）、高橋一也（日语：高橋一也）、前田耕陽（日语：前田耕陽）

- 光GENJI
  - 大澤樹生（日语：大沢樹生）、諸星和己（日语：諸星和己）、佐藤寛之（日语：佐藤寛之）、山本淳一（日语：山本淳一）、赤坂晃

- CHA-CHA（日语：CHA-CHA）（團隊並不隸屬傑尼斯事務所）
  - 中村亘利（日语：中村亘利）、木野正人

- 忍者（日语：忍者 (グループ)）
  - 柳澤超（日语：柳沢超）、正木慎也（日语：正木慎也）、遠藤直人（日语：遠藤直人）、高木延秀（日语：高木延秀）、志賀泰伸（日语：志賀泰伸）、古川榮司（日语：古川栄司）

- SMAP
  - 森且行、稲垣吾郎、草彅剛、香取慎吾、中居正廣

- TOKIO
  - 小島啓（日语：小島啓）、西原成守（2月18日生日，出生於琦玉縣。曾經替代松岡昌宏作為樂隊鼓手一段時間。）、山口達也、長瀬智也

- V6
  - 森田剛、三宅健、岡田准一

- KAT-TUN
  - 田中聖（田中樹的哥哥）、赤西仁、田口淳之介、龜梨和也

- 泷与翼
  - 今井翼、瀧澤秀明

- NEWS
  - 草野博紀、森内贵宽、內博貴、山下智久、锦户亮、手越祐也

- 关西杰尼斯8
  - 涩谷昴、锦户亮

- Hey! Say! JUMP
  - 森本龍太郎（森本慎太郎的哥哥）、岡本圭人

- Kis-My-Ft2
  - 北山宏光

- Sexy Zone
  - 葉成龍

- King & Prince
  - 岩橋玄樹、平野紫耀、神宮寺勇太、岸優太

## 已退社的女性藝人
- VIP
  - 河村信子、吉本和子
- Three Yankees（日语：スリーヤンキース）
  - 橋本美砂子、川崎志津子、松尾貴子
- Orange Sisters（日语：オレンジ・シスターズ）

吉竹加世子、酒井妙、吉川聖美
- （個人歌手）
  - 飯野矢住代（日语：飯野矢住代）、嶋田純（日语：嶋田じゅん）、森光子

## 已退社的主要關西小傑尼斯
伊藤翔真
```
 為關西小傑尼斯Boys be 伊藤篤志哥哥
```